# Giorgia

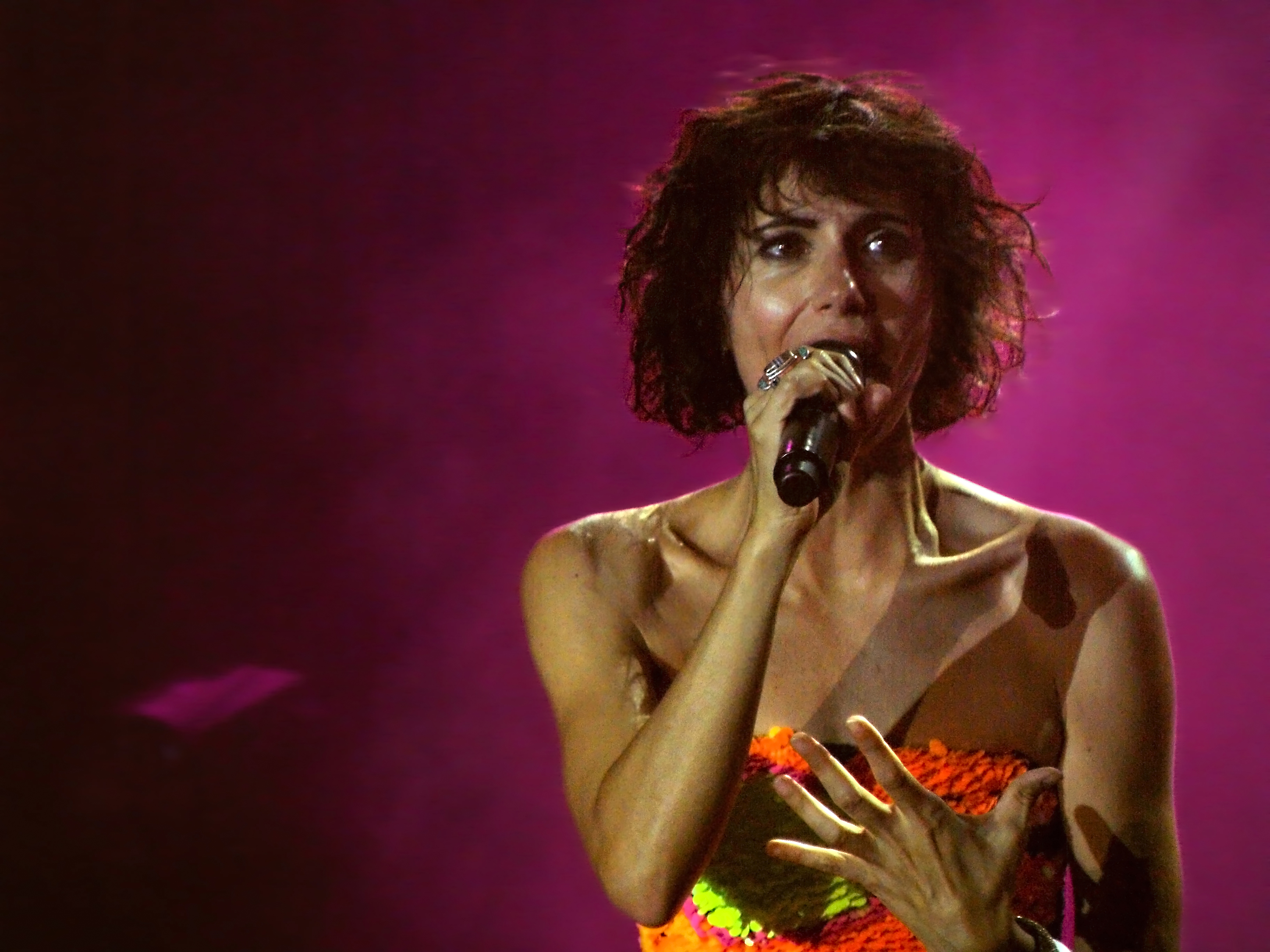
Giorgia bei einem Auftritt 2012

Giorgia Todrani (* 26. April 1971 in Rom), besser bekannt ausschließlich unter ihrem Vornamen Giorgia, ist eine italienische Sängerin, Songwriterin und Radiomoderatorin. Sie gewann das Sanremo-Festival 1995.

## Karriere
Giorgia wuchs in einer Musikerfamilie auf, ihr Vater Giulio Todrani war in den 70er-Jahren als Sänger erfolgreich. Im Alter von 16 Jahren begann sie beim Tenor Luigi Rumbo eine Gesangsausbildung. Anschließend sammelte sie Erfahrungen als Backgroundsängerin und bei Auftritten mit der populären Gruppe Vorrei la pelle nera in den Clubs ihrer Heimatstadt. 1993 qualifizierte sie sich mit Nasceremo bei Sanremo Giovani für die Newcomer-Kategorie des Sanremo-Festivals 1994, wo sie mit E poi debütierte und den siebten Platz erreichte. Das unmittelbar anschließend herausgebrachte erste Album Giorgia war bereits ein ansehnlicher Erfolg. Nur wenige Monate später holte sie Luciano Pavarotti in seine Pavarotti-&-Friends-Show, wo sie zusammen mit Pavarotti sang.
Im Jahr 1995, nun in der Hauptkategorie, gewann Giorgia das Sanremo-Festival. Der Siegertitel Come saprei, den sie gemeinsam mit Eros Ramazzotti geschrieben hatte, brachte ihr auch den Kritikerpreis ein. Im Anschluss veröffentlichte sie auch das zweite Album Come Thelma & Louise, das Platz zwei der Charts erreichte. Andrea Bocelli, der ebenfalls 1994 beim Sanremo-Festival in der Newcomer-Kategorie angetreten war, nahm 1995 im Duett mit Giorgia das Lied Vivo per lei für das Album Bocelli auf. Bei ihrem dritten Auftritt in Sanremo 1996 belegte die Sängerin mit Strano il mio destino den dritten Platz; ihr drittes Album Mangio troppa cioccolata wurde von Pino Daniele produziert und konnte erstmals Platz eins der Charts erreichen.
Nach dem Album Girasole von 1999 kehrte Giorgia 2001 nach Sanremo zurück und gelangte bis auf Platz zwei; an ihrem Beitrag Di sole e d’azzurro war auch Zucchero als Koautor beteiligt. Es folgte das Album Senza ali, produziert vom Amerikaner Michael Baker. Die Single Vivi davvero kündigte 2002 die Veröffentlichung des ersten Greatest Hits der Sängerin, Le cose non vanno mai come credi, an. Es brachte Giorgia die zweite Nummer-eins-Platzierung ein und leitete eine lange Konzertreihe ein. Außerdem sang sie zusammen mit Ronan Keating in We’ve Got Tonight.
2003 landete Giorgia mit Gocce di memoria einen Nummer-eins-Hit. Das Lied (geschrieben zusammen mit Andrea Guerra) bildete den Titelsong des Films Das Fenster gegenüber von Ferzan Özpetek und fand zusammen mit der folgenden Single Spirito libero Eingang ins Nummer-eins-Album Ladra di vento. Zwei Jahre später war sie die erste italienische Interpretin überhaupt, von der in der Reihe MTV Unplugged ein Konzert aufgenommen wurde. Mit dem Studioalbum Stonata meldete sich Giorgia 2007 wieder zurück; das Album enthielt auch das Duett Poche parole mit Mina. In diesem Jahr begann die Sängerin außerdem eine Tätigkeit als Radiomoderatorin in einer eigenen Sendung auf Rai Radio 2.

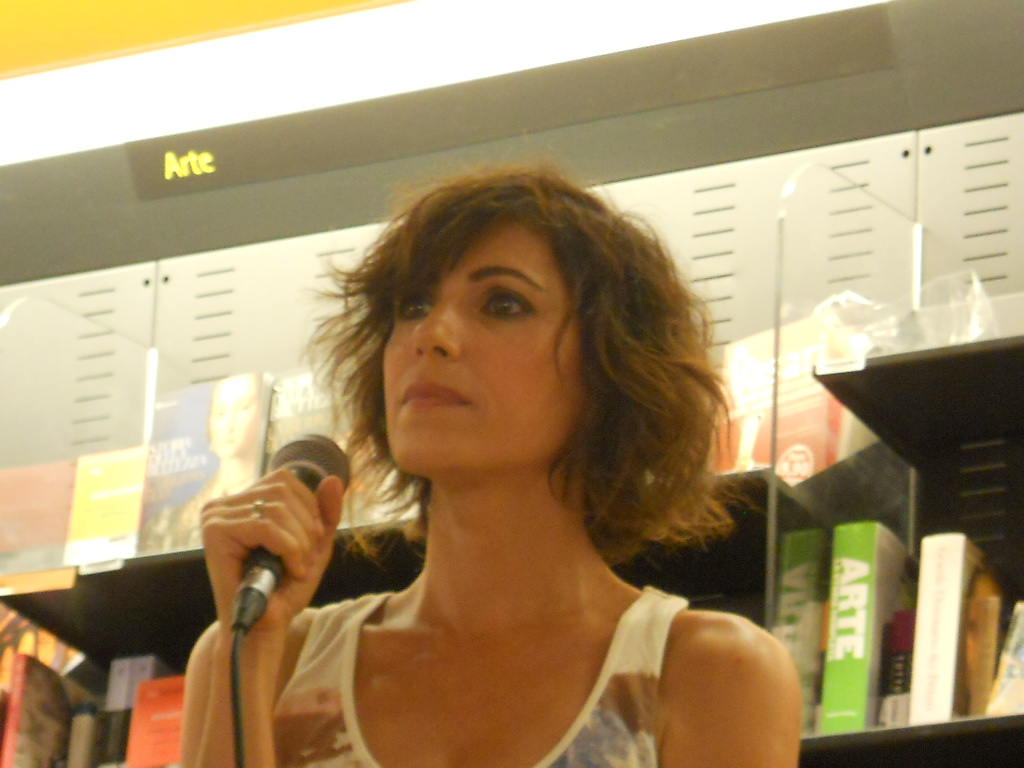
Giorgia bei der Präsentation des neuen Albums 2012

Im Jahr 2008 erschien nicht nur die EP Giorgia – Live alla Casa del Jazz, aufgenommen während eines Jazzkonzerts der Sängerin, sondern auch das aus drei CDs bestehende Best-of Spirito libero. Nach dem Erdbeben von L’Aquila 2009 beteiligte sich Giorgia sowohl an der Charity-Single Domani 21/04.2009 als auch an der Benefiz-Initiative Amiche per l’Abruzzo, einem Konzert von etwa 90 italienischen Sängerinnen (darunter Gianna Nannini, Laura Pausini und Elisa) in San Siro; 2010 erschien dazu die Charity-Single Donna d’Onna. Noch 2009 war Giorgia auch an dem Nummer-eins-Hit Salvami von Gianna Nannini beteiligt. 2010 wurde Giorgia zum ersten Mal Mutter.
Il mio giorno migliore leitete 2011 das neue Album Dietro le apparenze ein, produziert von Michele Canova Iorfida und mit Beteiligung von Eros Ramazzotti und Jovanotti. Es konnte erneut die Chartspitze erreichen. Diesem folgten 2013 Senza paura (inklusive eines Duetts mit Alicia Keys) und 2016 Oronero, jeweils produziert von Canova. 2018 erschien das Coveralbum Pop Heart, auf dem Giorgia Lieder von u. a. Whitney Houston, Tiziano Ferro, Pino Daniele, Eurythmics und Vasco Rossi neu interpretierte.
Beim Sanremo-Festival 2023 ging Giorgia mit dem Lied Parole dette male ins Rennen und erreichte den sechsten Platz.

## Diskografie

### Studioalben
| Jahr | Titel Musiklabel                            | Höchstplatzierung, Gesamtwochen, AuszeichnungChartplatzierungen (Jahr, Titel, Musiklabel, Platzierungen, Wochen, Auszeichnungen, Anmerkungen) | Höchstplatzierung, Gesamtwochen, AuszeichnungChartplatzierungen (Jahr, Titel, Musiklabel, Platzierungen, Wochen, Auszeichnungen, Anmerkungen) | Anmerkungen                                                |
| Jahr | Titel Musiklabel                            | IT | CH | Anmerkungen                                                |
| ---- | ------------------------------------------- | --- | --- | ---------------------------------------------------------- |
| 1994 | Giorgia Sony BMG                            | IT20 (6 Wo.)IT | — | Erstveröffentlichung: 8. Juni 1994                         |
| 1995 | Come Thelma & Louise Sony BMG               | IT2 (37 Wo.)IT | CH46 (1 Wo.)CH | Erstveröffentlichung: 20. Mai 1995                         |
| 1997 | Mangio troppa cioccolata Sony BMG / Ricordi | IT1 (28 Wo.)IT | — | Erstveröffentlichung: 5. September 1997                    |
| 1999 | Girasole Sony BMG / Ricordi                 | IT8 (45 Wo.)IT | — | Erstveröffentlichung: 14. April 1999                       |
| 2001 | Senza ali Sony BMG                          | IT3 (42 Wo.)IT | CH47 (10 Wo.)CH | Erstveröffentlichung: 2. März 2001                         |
| 2003 | Ladra di vento Sony BMG                     | IT1 (45 Wo.)IT | CH79 (3 Wo.)CH | Erstveröffentlichung: 12. September 2003                   |
| 2007 | Stonata Sony                                | IT2 (42 Wo.)IT | — | Erstveröffentlichung: 9. November 2007                     |
| 2011 | Dietro le apparenze Sony                    | IT1 ×2Doppelplatin · (70 Wo.)IT | CH19 (7 Wo.)CH | Erstveröffentlichung: 6. Dezember 2011 Verkäufe: + 120.000 |
| 2013 | Senza paura Sony                            | IT1 ×2Doppelplatin · (77 Wo.)IT | CH58 (3 Wo.)CH | Erstveröffentlichung: 5. November 2013 Verkäufe: + 100.000 |
| 2016 | Oronero Sony                                | IT2 ×2Doppelplatin · (64 Wo.)IT | CH39 (1 Wo.)CH | Erstveröffentlichung: 28. Oktober 2016 Verkäufe: + 100.000 |
| 2018 | Pop Heart Sony                              | IT2 Platin · (24 Wo.)IT | CH44 (1 Wo.)CH | Erstveröffentlichung: 16. November 2018 Verkäufe: + 50.000 |
| 2023 | Blu¹ Sony                                   | IT12 (6 Wo.)IT | — | Erstveröffentlichung: 17. Februar 2023                     |
| 2024 | Giorgia (30th Anniversary Edition)          | IT34 (1 Wo.)IT | — |                                                            |

### Livealben
| Jahr | Titel                                 | Höchstplatzierung, Gesamtwochen, AuszeichnungChartplatzierungen (Jahr, Titel, Platzierungen, Wochen, Auszeichnungen, Anmerkungen) | Höchstplatzierung, Gesamtwochen, AuszeichnungChartplatzierungen (Jahr, Titel, Platzierungen, Wochen, Auszeichnungen, Anmerkungen) | Anmerkungen                            |
| Jahr | Titel                                 | IT | CH | Anmerkungen                            |
| ---- | ------------------------------------- | --- | --- | -------------------------------------- |
| 1995 | Natural Woman (Live in Rome) Sony BMG | IT23 (8 Wo.)IT | — |                                        |
| 1996 | Strano il mio destino Sony BMG        | IT2 (14 Wo.)IT | — | Erstveröffentlichung: 19. Februar 1996 |
| 2005 | MTV Unplugged Sony BMG                | IT2 (39 Wo.)IT | — | Erstveröffentlichung: 16. Juni 2005    |
| 2018 | Oronero Live Sony                     | IT5 (17 Wo.)IT | — | Erstveröffentlichung: 19. Januar 2018  |

### Kompilationen
| Jahr | Titel                                                     | Höchstplatzierung, Gesamtwochen, AuszeichnungChartplatzierungen (Jahr, Titel, Platzierungen, Wochen, Auszeichnungen, Anmerkungen) | Höchstplatzierung, Gesamtwochen, AuszeichnungChartplatzierungen (Jahr, Titel, Platzierungen, Wochen, Auszeichnungen, Anmerkungen) | Anmerkungen                                                |
| Jahr | Titel                                                     | IT | CH | Anmerkungen                                                |
| ---- | --------------------------------------------------------- | --- | --- | ---------------------------------------------------------- |
| 2002 | Greatest Hits – Le cose non vanno mai come credi Sony BMG | IT1 Platin · (183 Wo.)IT | CH49 (15 Wo.)CH | Erstveröffentlichung: 12. Juni 2002 Verkäufe: + 50.000     |
| 2008 | Spirito libero. Viaggi di voce 1992-2008 Sony             | IT5 Platin · (53 Wo.)IT | — | Erstveröffentlichung: 21. November 2008 Verkäufe: + 70.000 |
| 2009 | Gli album originali Sony                                  | IT88 (1 Wo.)IT | — |                                                            |

### Singles
| Jahr | Titel Album                                                     | Höchstplatzierung, Gesamtwochen, AuszeichnungChartplatzierungen (Jahr, Titel, Album, Platzierungen, Wochen, Auszeichnungen, Anmerkungen) | Höchstplatzierung, Gesamtwochen, AuszeichnungChartplatzierungen (Jahr, Titel, Album, Platzierungen, Wochen, Auszeichnungen, Anmerkungen) | Anmerkungen                                                                                         |
| Jahr | Titel Album                                                     | IT | CH | Anmerkungen                                                                                         |
| --- | --------------------------------------------------------------- | --- | --- | --------------------------------------------------------------------------------------------------- |
| 1995 | Vivo per lei Bocelli                                            | IT24 Gold · (1 Wo.)IT | — | mit Andrea Bocelli 2006 Platz 43 (2 Wochen) der Download-Charts Verkäufe: + 15.000                  |
| 1999 | Il cielo in una stanza Girasole                                 | IT14 (1 Wo.)IT | — | |
| 2002 | Vivi davvero Greatest Hits – Le cose non vanno mai come credi   | IT5 (17 Wo.)IT | — | Erstveröffentlichung: 17. Mai 2002                                                                  |
| 2003 | Gocce di memoria Ladra di vento                                 | IT1 Gold · (34 Wo.)IT | CH70 (3 Wo.)CH | Erstveröffentlichung: 20. März 2003 Verkäufe: + 15.000                                              |
| 2003 | Spirito libero Ladra di vento                                   | IT5 (11 Wo.)IT | — | Erstveröffentlichung: 18. Juli 2003                                                                 |
| 2007 | Parlo con te Stonata                                            | — | — | Erstveröffentlichung: 12. Oktober 2007 Platz 19 (8 Wochen) der Download-Charts                      |
| 2007 | Vento di passione Il mio nome è Pino Daniele e vivo qui         | IT— Gold (2023)IT | — | mit Pino Daniele Platz 23 (11 Wochen) der Downloadcharts                                            |
| 2008 | Poche parole Stonata                                            | — | — | Erstveröffentlichung: 1. August 2008; mit Mina Platz 22 (1 Woche) der Download-Charts               |
| 2008 | Per fare a meno di te Spirito libero – Viaggi di voce 1992-2008 | IT6 (14 Wo.)IT | — | Erstveröffentlichung: 24. Oktober 2008                                                              |
| 2009 | Salvami –                                                       | IT1 ×2Doppelplatin · (27 Wo.)IT | — | Erstveröffentlichung: 6. November 2009 Verkäufe: + 60.000; mit Gianna Nannini                       |
| 2010 | Donna d’Onna Amiche per l’Abbruzzo                              | IT8 (14 Wo.)IT | — | Erstveröffentlichung: 28. Mai 2010 Gianna Nannini, Laura Pausini, Giorgia, Elisa & Fiorella Mannoia |
| 2011 | Il mio giorno migliore Dietro le apparenze                      | IT6 Platin · (34 Wo.)IT | — | Erstveröffentlichung: 12. Juni 2011 Verkäufe: + 30.000                                              |
| 2011 | È l’amore che conta Dietro le apparenze                         | IT9 Platin · (23 Wo.)IT | — | Erstveröffentlichung: 9. September 2011 Verkäufe: + 30.000                                          |
| 2011 | Inevitabile Dietro le apparenze                                 | IT9 Platin · (22 Wo.)IT | — | Erstveröffentlichung: 18. November 2011 Verkäufe: + 30.000; feat. Eros Ramazzotti                   |
| 2012 | Tu mi porti su Dietro le apparenze                              | IT6 ×2Doppelplatin · (35 Wo.)IT | — | Erstveröffentlichung: 13. April 2012 Verkäufe: + 60.000; feat. Jovanotti                            |
| 2013 | Quando una stella muore Senza paura                             | IT10 Platin · (25 Wo.)IT | — | Erstveröffentlichung: 4. Oktober 2013 Verkäufe: + 30.000                                            |
| 2013 | I Will Pray (Pregherò) Senza paura                              | IT17 Platin · (18 Wo.)IT | — | Erstveröffentlichung: 29. November 2013 Verkäufe: + 15.000; feat. Alicia Keys                       |
| 2014 | Non mi ami Senza paura                                          | IT5 Platin · (24 Wo.)IT | — | Erstveröffentlichung: 21. März 2014 Verkäufe: + 30.000                                              |
| 2014 | Io fra tanti Senza paura                                        | IT28 Gold · (18 Wo.)IT | — | Erstveröffentlichung: 11. Juli 2014 Verkäufe: + 15.000                                              |
| 2016 | Oronero                                                         | IT18 Platin · (20 Wo.)IT | — | Erstveröffentlichung: 30. September 2016 Verkäufe: + 50.000                                         |
| 2017 | Vanità Oronero                                                  | IT48 Platin · (12 Wo.)IT | — | Erstveröffentlichung: 1. Januar 2017 Verkäufe: + 50.000                                             |
| 2017 | Credo Oronero                                                   | IT54 Platin · (15 Wo.)IT | — | Erstveröffentlichung: 14. April 2017 Verkäufe: + 50.000                                             |
| 2017 | Come neve Oronero Live                                          | IT3 ×2Doppelplatin · (19 Wo.)IT | CH76 (1 Wo.)CH | Erstveröffentlichung: 1. Dezember 2017 Verkäufe: + 100.000; mit Marco Mengoni                       |
| 2018 | Le tasche piene di sassi Pop Heart                              | IT42 Gold · (5 Wo.)IT | — | Erstveröffentlichung: 12. Oktober 2018 Verkäufe: + 25.000                                           |
| 2023 | Parole dette male Blu¹                                          | IT18 Gold · (7 Wo.)IT | — | Erstveröffentlichung: 9. Februar 2023 Verkäufe: + 50.000 Beitrag für das Sanremo-Festival 2023      |
| 2024 | Niente di male –                                                | IT84 (1 Wo.)IT | — | Erstveröffentlichung: 18. Oktober 2024                                                              |
| 2025 | La cura per me –                                                | IT2 Platin · (… Wo.)IT | CH17 (3 Wo.)CH | Erstveröffentlichung: 12. Februar 2025 Verkäufe: + 200.000 Beitrag zum Sanremo-Festival 2025        |
| 2025 | L’unica –                                                       | IT60 (5 Wo.)IT | — | Erstveröffentlichung: 20. Juni 2025                                                                 |
| Folgende Lieder erschienen nicht als Single, wurden aber durch das Album zum Download und Streaming bereitgestellt und konnten somit eine Platzierung erlangen: |                                                                 | | | |
| |                                                                 | | | |
| 2014 | Pregherò Senza paura                                            | IT78 (4 Wo.)IT | — | |

Weitere Singles
- 1995: Come saprei – IT: Gold (25.000+)[2]
- 1999: Girasole – IT: Gold (50.000+)[2]
- 2001: Di sole e d’azzurro – IT: Gold (50.000+)[2]
- 2002: Marzo
- 2003: L’eternità
- 2005: Infinite volte
- 2008: La La Song (non credo di essere al sicuro)
- 2008: Ora basta
- 2012: Dove sei
- 2014: La mia stanza
- 2017: Scelgo ancora te – IT: Platin (50.000+)[2]
- 2018: Una storia importante
- 2019: Sweet Dreams (Are Made of This)
- 2019: Lei verrà
- 2019: I Feel Love
- 2022: Normale
- 2023: Senza confine

### Gastbeiträge
| Jahr | Titel Album                                        | Höchstplatzierung, Gesamtwochen, AuszeichnungChartplatzierungen (Jahr, Titel, Album, Platzierungen, Wochen, Auszeichnungen, Anmerkungen) | Höchstplatzierung, Gesamtwochen, AuszeichnungChartplatzierungen (Jahr, Titel, Album, Platzierungen, Wochen, Auszeichnungen, Anmerkungen) | Anmerkungen                                                                                  |
| Jahr | Titel Album                                        | IT | CH | Anmerkungen                                                                                  |
| --- | -------------------------------------------------- | --- | --- | -------------------------------------------------------------------------------------------- |
| 2019 | Scatola nera Scatola Nera                          | IT13 Gold · (3 Wo.)IT | — | Erstveröffentlichung: 20. September 2019 Verkäufe: + 35.000; Gemitaiz & MadMan feat. Giorgia |
| Folgende Lieder erschienen nicht als Single, wurden aber durch das Album zum Download und Streaming bereitgestellt und konnten somit eine Platzierung erlangen: |                                                    | | |                                                                                              |
| |                                                    | | |                                                                                              |
| 2022 | Parentesi Universo                                 | IT56 Gold · (5 Wo.)IT | — | Verkäufe: + 50.000; Mara Sattei feat. Giorgia                                                |
| 2024 | L’Ultima canzone Il coraggio dei bambini – Atto II | IT40 Gold · (3 Wo.)IT | — | Verkäufe: + 50.000; Geolier feat. Georgia                                                    |
| 2025 | La mia vittoria Il mio lato peggiore               | IT44 (1 Wo.)IT | — | Luchè feat. Giorgia & Marracash                                                              |

## Belege
1. 1 2 3  Chartquellen (Alben):
  - Guido Racca: M&D Borsa Album 1964-2019. Selbstverlag, 2019, ISBN 978-1-09-470500-2, S. 179 f.
  - Guido Racca & Chartitalia: Top 100 FIMI Album. Lulu, 2013, S. 113.
  - Alben von Giorgia. In: Italiancharts.com. Hung Medien, abgerufen am 19. Mai 2017.
  - Alben von Giorgia. In: Hitparade.ch. Hung Medien, abgerufen am 19. Mai 2017.
2. 1 2 3 4 5 6 7 8 9 10 11 12 13 14 15 16 17 18 19 20 21 22 23 24 25 26 27 28 29 30 31  Certificazioni. FIMI, abgerufen am 9. April 2025 (italienisch).
3. 1 2  Chartquellen (Singles):
  - Guido Racca: M&D Borsa Singoli 1960-2019. Selbstverlag, 2019, ISBN 978-1-09-326490-6, S. 227.
  - Guido Racca & Chartitalia: Top 100 FIMI Singoli. Lulu, 2013, S. 97; 127.
  - Archivio classifiche Top Singoli. FIMI, abgerufen am 9. April 2025 (italienisch).
  - Singles von Giorgia. In: Hitparade.ch. Hung Medien, abgerufen am 20. Mai 2017.
4. 1 2 3 4  Guido Racca & Chartitalia: Top 100 FIMI Singoli. Lulu, 2013, S. 175.

| Personendaten    | Personendaten                                            |
| ---------------- | -------------------------------------------------------- |
| NAME             | Giorgia                                                  |
| ALTERNATIVNAMEN  | Todrani, Giorgia (vollständiger Name)                    |
| KURZBESCHREIBUNG | italienische Sängerin, Songwriterin und Radiomoderatorin |
| GEBURTSDATUM     | 26. April 1971                                           |
| GEBURTSORT       | Rom                                                      |